# Грачёв, Дмитрий Евгеньевич
Дми́трий Евге́ньевич Грачёв (род. 2 сентября 1981, Москва, СССР) — российский режиссёр кино и телевидения, сценарист, продюсер, монтажёр, телеведущий, главный режиссёр телеканала «Россия» (с 2015 года), заместитель главного редактора — главный продюсер холдинга «Москва Медиа» (с 2019 года), член Академии Российского телевидения (с 2022 года).

## Биография
Родился 2 сентября 1981 года в Москве в семье телережиссёра и журналиста-международника.
В 2003 году окончил кафедру дизайна и режиссуры в рекламе факультета рекламы Московской гуманитарно-социальной академии.

## Профессиональная карьера
Работу на телевидении начал с 11 лет.
С 1992 по 1995 год был ведущим программы «Там-там новости» на телеканале «РТР».
В 1997 году работал режиссёром и ведущим программы «Широкий формат» на телеканале «Культура».
В 1997 году был соведущим программы «Большое Времечко» на НТВ.
С 2000 по 2004 год в качестве режиссёра трудился над спецпроектами программы «День за днём» («ТВ-6»), «Большое плавание» («Третий канал»), «Путеводитель» («ТВС»), «Служба личных новостей» («ТНТ»), «Сканер» в рамках проекта «Новый день» («Первый канал»).
С 2004 по 2007 год, работая в компании «Проспект ТВ», создал 55 документальных фильмов для «Первого канала» и телеканала «Россия».
С 2007 по 2008 год был главным режиссёром телеканала «РЕН ТВ».
В 2011 году стал одним из создателей телеканала «Москва 24».
В 2011—2013 годах работал главным режиссёром телеканала «Москва 24».
В 2015 году стал одним из членов жюри конкурса «Победа за нами!» на телеканале «Россия-2».
С 2015 года — главный режиссёр телеканала «Россия».
С 2019 года — заместитель главного редактора — главный продюсер холдинга «Москва Медиа».

## Фильмография

### Режиссёр
- 2009 — Приговор (анимационный короткометражный фильм)
- 2009 — Невеста любой ценой
- 2011 — Свадьба по обмену[9][10][11]
- 2012 — С новым годом, мамы!
- 2014 — Вычислитель[12]
- 2019 — Омар в большом городе (YouTube-сериал, канал-вещатель: «Москва 24»)[13]
- 2025 — Грузовички (мультфильм)[14]

#### Прочее
- 2013 — Сталинград (second unit)

### Сценарист
- 2014 — Вычислитель

### Продюсер
- 2013 — Погружение (телесериал, канал-вещатель: «Россия-2»)
- 2014 — Вычислитель
- 2014 — Карнавал по-нашему (телефильм, каналы-вещатели: «Интер», «Россия-1»)
- 2015 — Фамильные ценности (телесериал, канал-вещатель: «Домашний»)
- 2015 — Заговоренный (телесериал, канал-вещатель: «Россия-2»)
- 2019 — Омар в большом городе (YouTube-сериал, канал-вещатель: «Москва 24»)
- 2019 — The City (лайфстаил афиша, канал-вещатель: «Москва 24»)
- 2020 — Историс (светская хроника, канал-вещатель: «Москва 24»)
- 2021 — Откройте, Давид! (интервью, канал-вещатель: «Москва 24»)
- 2021 — Интерьер, например! (проект о дизайне, канал-вещатель: «Москва 24»)
- 2021 — Москва с точки зрения (серия документальных фильмов, канал-вещатель: «Москва 24»)
- 2021 — My name is Moscow (проект о иностранцах в городе, канал-вещатель: «Москва 24»)
- 2021 — Мрр вашему дому (мультсериал о жизни кота Бублика, канал-вещатель: «Москва 24»)

### Монтажёр
- 2014 — Вычислитель
- 2019 — Омар в большом городе (YouTube-сериал, канал-вещатель: «Москва 24»)

## Награды
- 2004 — Национальная премия «Лавр» в области неигрового кино и телевидения в номинации «Лучший короткометражный неигровой телевизионный фильм» за фильм «Старатели мёртвого города»[15].
- 2005 — Гран-при на Нью-Йоркском международном кино и телевизионном фестивале / New York International Film and TV Festival за фильм «Старатели мёртвого города».
- 2016 — Премия ТЭФИ в номинации «Эфирный/неэфирный промоушн телепрограмм» за ролики на телеканале «Россия-1», в которых артисты читали письма Блокадного Ленинграда[16].
- 2017 — Премия ТЭФИ в номинации «Общественно-политическое ток-шоу прайм-тайма» за программу «60 минут» на телеканале «Россия-1».
- 2018 — Премия ТЭФИ в номинации «Общественно-политическое ток-шоу прайм-тайма» за программу «60 минут» на телеканале «Россия-1».
- 2018 — Серебро[17] на Международном фестивале рекламы Red Apple 2018 в номинации Online video campaign за Pre-roll drama «The Buzz» для «Ростелекома»[18].
- 2019 — Премия ТЭФИ в номинации «Общественно-политическое ток-шоу прайм-тайма» за программу «60 минут» на телеканале «Россия-1».
- 2021 — Премия «Медиа-менеджер России» в номинации «Медиахолдинги»/Региональные"[19].
- 2021 — Премия «ТЭФИ-Мультимедиа»[20] в номинации «Социальная акция» за специальный проект «Домашнее насилие» на сайте «Москва 24».
- 2021 — Премия «ТЭФИ-Мультимедиа»[20] в номинации «Авторская телепрограмма» за YouTube-канал «Историс — Откройте, Давид!».
- 2021 — Конкурс «МедиаБренд»[21] в номинации «Лучший дизайн регионального ТВ» за обновленный дизайн телеканала «Москва 24».
- 2021 — Премия ТЭФИ-Регион в номинации «Телевизионный документальный фильм» за фильм «Москва с точки зрения: Курьер».
- 2022 — Благодарность Президента Российской Федерации — за заслуги в развитии средств массовой информации и многолетнюю добросовестную работу[22]

## Санкции
15 января 2023 года, из-за вторжения России на Украину, внесён в санкционный список Украины за «распространение нарративов в соответствии с кремлевской пропагандой для целей оправдания действий России», предполагается блокировка активов на территории страны, приостановка выполнения экономических и финансовых обязательств, прекращение культурных обменов и сотрудничества, лишение украинских госнаград.